# Lobogonia pallida
Lobogonia pallida là một loài bướm đêm trong họ Geometridae.